# Aphyllanthes
Aphyllanthes je biljni rod iz zapadnog Mediterana s jednom vrstom, Aphyllanthes monspeliensis, a opisao je i rod i vrstu još 1753 godine Carl Linné. Smješten je u vlastitu potporodicu Aphyllanthoideae. Pod imenom Aphyllanthes juncea opisao ju je Salisbury 1806., i Pietro Bubani, 1902., pod imenom Aphyllanthes cantabrica.
Ova biljka raste kao maleni grmić iz vlaknastog korijenja sa stabljkikama na kojima nema vidljivih listova, nego su svedeni na smeđe ljuske omotane oko baze stabljike. Razlog ovome vjerojatno taj kako bi se spriječio gubitak vode na suhim terenima na kojima biljka raste. Na vrhu stabljike nalazi se plavi cvijet sa šest latica. 
Vrsta je raširena po zemljama zapadnog Mediterana, s europske i afričker strane, u Italiji, Španjolskoj, Francuskoj, Portugalu, Alžiru,
Libiji, Maroku.
Ovaj rod je jedini predsstavnik potporodice Aphyllanthoideae, koja je nekada bila priznata za samostalnu porodicu Aphyllanthaceae.
- Aphyllanthes monspeliensis
- Aphyllanthes monspeliensis
- Aphyllanthes monspeliensis
- Aphyllanthes monspeliensis
- Aphyllanthes monspeliensis
- Aphyllanthes monspeliensis